# جایزه یک‌هزار دلاری (فیلم)
جایزه یک‌هزار دلاری (انگلیسی: $1,000 Reward) یک فیلم به کارگردانی جک هاروی است که در سال ۱۹۱۵ منتشر شد.